# 弯柄薹草
弯柄薹草（学名：Carex manca）为莎草科薹草属的植物，为中国的特有植物。分布在中国大陆的湖北、广东等地，生长于海拔800米至1,800米的地区，一般生于山坡草甸、路边以及山坡林中。

## 别名
缺如薹草（福建植物志）

## 亚种
- 短叶薹草（学名：Carex manca subsp. wichurai）为莎草科薹草属弯柄薹草的亚种。分布于中国大陆的澳门等地，一般生长在低海拔的山坡林下及溪边潮湿处。
- 梦佳薹草（学名：Carex manca subsp. takasagoana）为莎草科薹草属弯柄薹草的亚种。分布于台湾等地，多生长于高海拔的林下。别名梦佳宿柱薹（台湾植物志）。
- 九华薹草（学名：Carex manca subsp. jiuhaensis）为莎草科薹草属弯柄薹草的亚种。分布在中国大陆的安徽等地，常生于山坡路旁。